# Greiffeneggschlösschen (Waldshut)

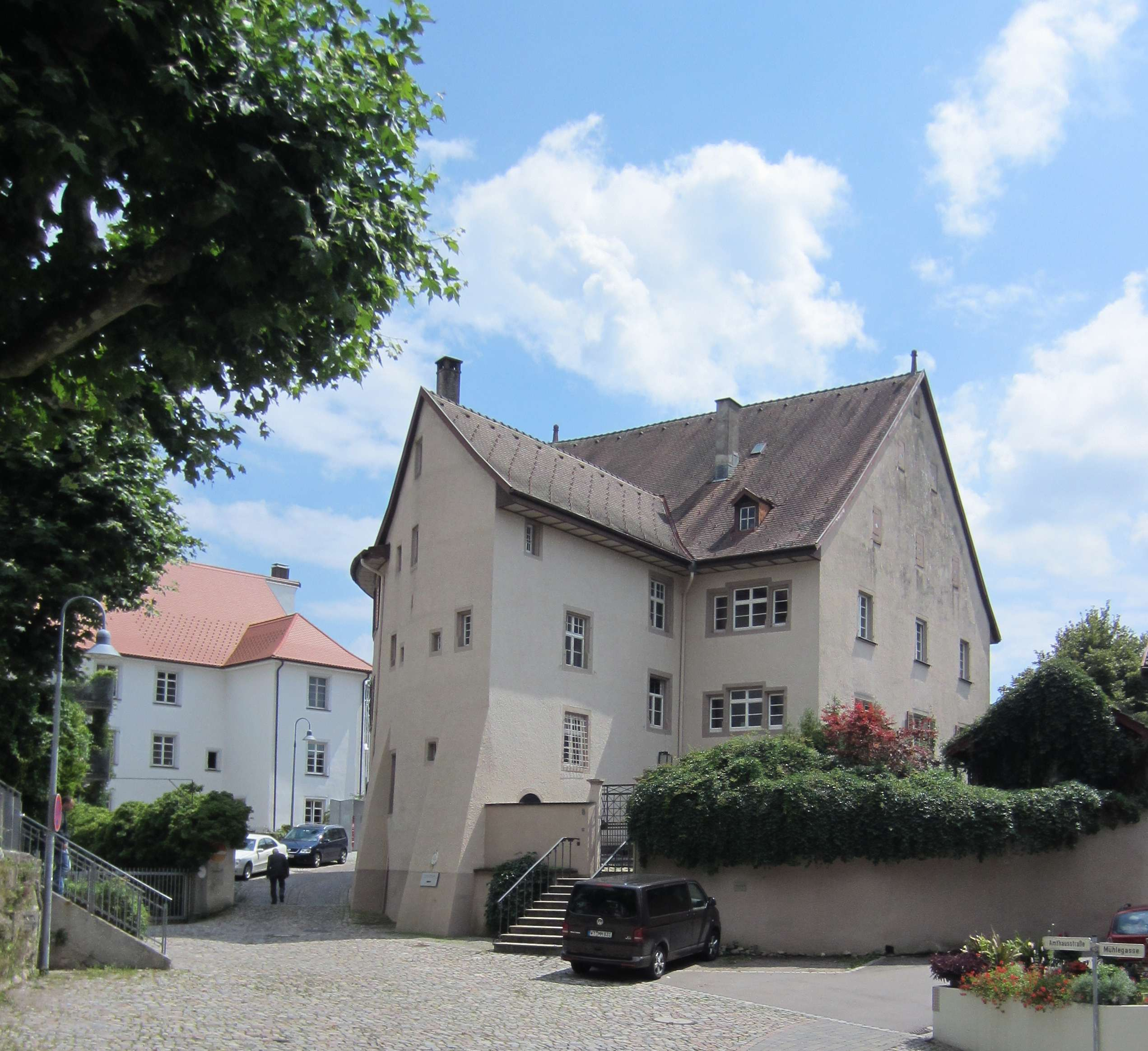
s´Grifeneggschlössli

Das Greiffeneggschlösschen (Greiffeneggschlössle), im lokalen Dialekt alema. Grifeneggschlössli (Diminutiv), ist ein Festes Haus aus dem Jahr 1404 in der Altstadt von Waldshut nahe am Rhein.
Das Haus weist sich mit seinen Schießscharten und massiver Bauweise als ehemaliger Bestandteil der Stadtverteidigung an der Stadtmauer aus. Gotische Stilelemente finden sich an den Fenstern. Innen wurde es barockisiert. Den Namen erhielt es aufgrund des Erwerbs durch die Familie Tröndlin von Greiffenegg. Johann Nepomuk Benedikt Tröndlin von Greiffenegg (1724–1796) kaufte das Schlösschen am 20. September 1763 von dem k.u.k. Kammer- und Regimentsrat der österreichischen Vorlande Josef Sebastian Freiherr von Zweyer, dem Besitzer der Burg Willaringen um 2300 Gulden. 1792 erbte die Nichte Benedikts das Schlösschen. Maria Magdalena Konstantia Hyazintha geb. Reichmuth (1753–1810, Grab auf dem Alten Friedhof in Waldshut) war verheiratet mit Anton Fridolin von Hermann (1736–1796).
Seit 1945 war es das Atelier des Künstlers Alfred Sachs, einem Nachkommen. Heute ist es vermietet.